# 常兴乡
常兴乡，是中国河南省驻马店市汝南县下辖的一个乡镇级行政单位。

## 行政区划
常兴乡共辖以下地区：
常兴村、韩砦村、木屯村、崔屯村、许屯村、马屯村、柏丈屯村、魏布口村、王集村、黄汤村、曾庄村、大田村、大申庄村、任桥村、西王庄村、大王庄村、严庄村、姜寨村、台子寺村、老湾村、代塔村、冯楼村、小亮寺村、杨庄村、李楼村。